# Abisso Antica Erboristeria
L'Abisso Antica Erboristeria è una grotta situata nel massiccio delle Grigne, in provincia di Lecco, Lombardia. 
L’ingresso della grotta si apre a un'altitudine di 2.150 metri, nascosto tra una fitta vegetazione che ne ha ispirato
Grotta l'Abisso Antica Erboristeria è una grotta situata nel maestoso massiccio delle Grigne, in provincia di Lecco, Lombardia. L'ingresso si apre a un'altitudine di 2.150 metri, alla base di una parete strapiombante sul versante del Releccio, celato dietro una fitta barriera di ortiche che ne ha ispirato il suggestivo nome.

## Scoperta ed esplorazione
Nel 2003, un gruppo di intrepidi speleologi, spinti dal desiderio di svelare i segreti nascosti delle Grigne, individuò l'ingresso dell'abisso. Le prime esplorazioni rivelarono una sequenza di brevi verticali e passaggi angusti, conducendo a una modesta sala di crollo generata da una faglia. Alla sommità di questa sala, una traversata conduce a un piano di condotte freatiche che collegano l'Abisso Antica Erboristeria con la grotta I Ching. Proseguendo dalla sala di crollo, una serie di impressionanti verticali, tra cui il "Pozzo Erotika Mansarda" (P99) e il "Pozzo Colpo Unico" (P85), conducono a un meandro che termina alla sommità di un pozzo inesplorato, stimato di circa 30 metri.

## Collegamenti con altre cavità
L'Abisso Antica Erboristeria è parte integrante del complesso carsico delle Grigne e presenta affascinanti connessioni con altre grotte della zona. Attraverso le condotte freatiche, è possibile accedere alla grotta I Ching. Inoltre, la faglia presente alla base del "Pozzo Erotika Mansarda" e all'inizio del "Pozzo Colpo Unico" è la stessa che forma il pavimento del "Pozzo P70" del vicino Abisso dei Coltellini.

## Caratteristiche geologiche
La grotta si sviluppa all'interno di formazioni calcaree, modellate nel corso di millenni dall'azione erosiva dell'acqua. Le condotte freatiche e le imponenti verticali testimoniano l'intensa attività carsica che ha scolpito questi ambienti sotterranei, creando paesaggi di straordinaria bellezza e complessità.